# Mouvement national-allemand

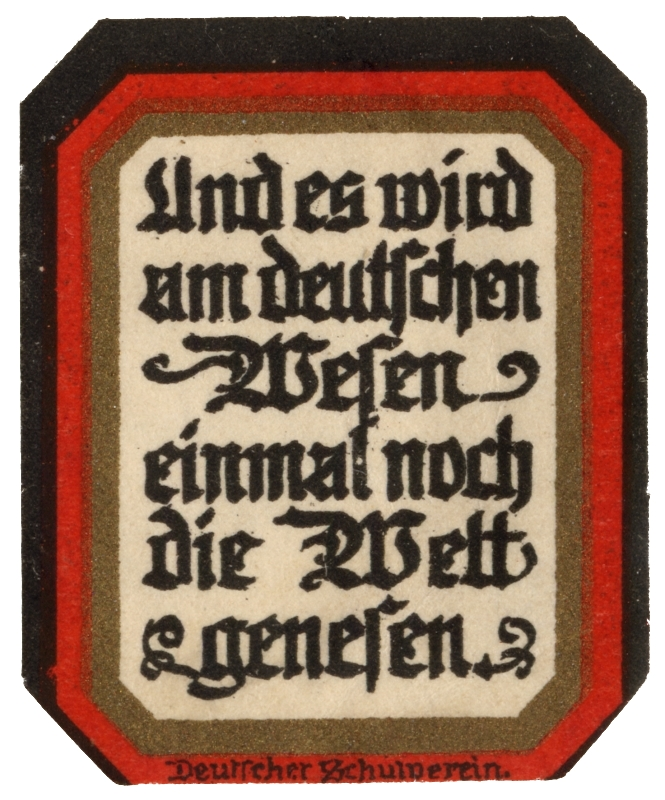
L'esprit allemand doit prévaloir dans le monde (d'après Emanuel Geibel), propagande national-allemande sur une vignette postale datant de la Première Guerre mondiale.

Le mouvement national-allemand (en allemand : Deutschnationale Bewegung ou Deutsch-Nationale Bewegung) est une mouvance nationaliste apparue en Autriche-Hongrie au sein de la population germanophone. Ses membres sont appelés les nationaux allemands (Deutschnationale).

## Histoire
Le mouvement national allemand en Autriche-Hongrie a ses origines dans la perte de la prédominance de la partie germanophone au sein de la monarchie autrichienne. Depuis la révolution bourgeoise de 1848, les Tchèques dans les pays de la couronne de Bohême en particulier avaient exigé la parité politique, économique et culturelle avec la population de langue allemande qui profitait depuis l'époque de l'impératrice Marie-Thérèse et de l'empereur Joseph II de privilèges anciens. Des années 1870 jusqu'à la disparition de la monarchie en 1918, l'Autriche reste marquée par ces combats entre les nationalités. 
Les conflits entre la communauté germanophone et les Tchèques gagnent en importance lors de la formation du gouvernement du  deuxième gouvernement du ministre-président autrichien Eduard Taaffe en août 1879 étant donné que le Parti libéral allemand (Deutschliberale Partei), représentant principal de la bourgeoisie germanophone, n'y est pas inclus. Le mouvement national-allemand ainsi reproche au Parti libéral allemand, jusqu'alors dominant en Autriche-Hongrie, de ne pas assez représenter les droits de la population germanophone. 

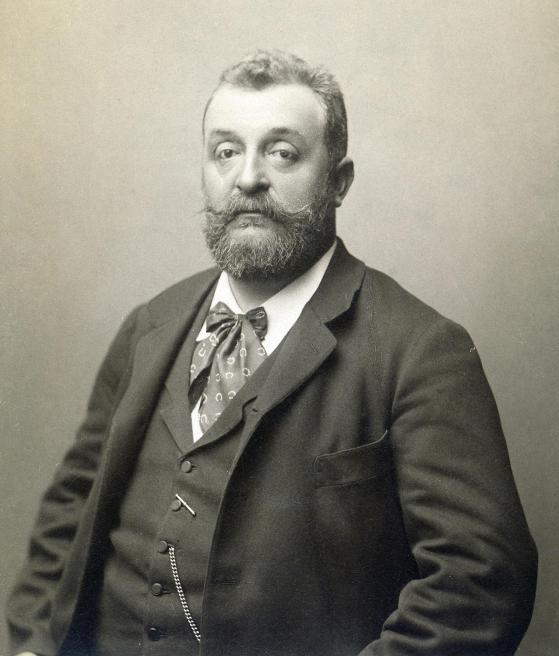
Georg von Schönerer, vers 1893.

En collaboration avec Georg von Schönerer (1842-1921), partisan tout d'abord de la solution grande-allemande puis du pangermanisme, et Victor Adler (1852-1918), le mouvement publie en 1882 un document d'orientation, le programme de Linz, fondant ainsi le nationalisme allemand. Sous le slogan « ni libéral, ni clérical, mais national », il a demandé la distinction des différents peuples qui habitent la Cisleithanie et une séparation essentielle des pays de la Couronne de saint Étienne. Le document exige un statut particulier pour les territoires de la Galicie et de la Bucovine, ainsi que pour la Dalmatie et la Bosnie-Herzégovine ; en contrepartie, il a plaidé pour une association plus étroite des territoires héréditaires autrichiens et des pays de la couronne de Bohême avec l'Empire allemand. 
Von Schönerer, chef du mouvement, adversaire d'un patriotisme autrichien et antisémite radical convaincu, lance en 1885 un paragraphe aryen et fonde en 1891 l’Alldeutsche Vereinigung, pendant autrichien de la ligue pangermaniste en Allemagne. Sa haine raciale et son fanatisme nationaliste influencent par la suite le jeune Adolf Hitler pendant son séjour à Vienne. De nombreux fondateurs de l'organisation pangermaniste qui allait plus tard devenir l'association des écoles allemandes (Deutscher Schulverein) étaient membres du mouvement national-allemand.
À la suite de l'incorporation de nombreux antisémites dans ses rangs, le mouvement éclate en deux fractions à partir de 1885 : von Schönerer et ses partisans se confrontent rapidement à l’État des Habsbourg tandis que la majorité des nationaux-allemands restent quant à eux fidèles à la monarchie austro-hongroise. À la fin des années 1880, le mouvement voit naître de nombreux partis et organisations. Ses idées influencent également le mouvement völkisch qui les fait perdurer.

## Successeurs
Du mouvement national-allemand sont nées de nombreuses organisations : 
- 1891 : Parti national allemand (Deutsche Nationalpartei)
- 1896 : Parti populaire allemand (Deutsche Volkspartei)
- 1901 : Association pangermaniste (Alldeutsche Vereinigung)
- 1903 : Parti radical allemand (Deutschradikale Partei)
- 1905 : Parti rural allemand (Deutsche Agrarpartei)

Lors des élections au Conseil d'Empire en 1911, les députés nationaux-allemands de différents partis concluent une alliance avec les représentants du Parti ouvrier allemand (Deutsche Arbeiterpartei) de Bohême pour créer l'association nationale allemande (Deutscher Nationalverband). Depuis mai 1918, le Parti ouvrier allemand porte le nom Parti allemand national-socialiste du travail (Deutsche Nationalsozialistische Arbeiterpartei, DNSAP). Après la Première Guerre mondiale, dans les années 1920, le Parti populaire de la Grande Allemagne (Großdeutsche Volkspartei) de la Première République est né de l'association nationale allemande.